# クマの命びろい
『クマの命びろい』（クマのいのちびろい）または『クマ公の命びろい』（クマこうのいのちびろい、原題：Rugged Bear）は、ウォルト・ディズニー・プロダクション（現：ウォルト・ディズニー・カンパニー）が制作したアニメーション短編映画である。
ドナルドダック・シリーズの第109作である。

## あらすじ
熊たちが静かで長閑な生活を送っている森に突如、狩猟が解禁するのを待っていたかのようにハンター達が押し寄せてきた。必死に洞窟へと逃げ込む熊達であったが、赤毛の熊のハンフリーだけ逃げ遅れてしまった。
辛うじて一軒の空き家へと避難したハンフリーであったが、その空き家はなんとハンターであるドナルドの別荘であった。
慌てるハンフリーはとっさに敷物のフリをしたのである。

## スタッフ
- 製作：ウォルト・ディズニー
- 監督：ジャック・ハンナ
- 脚本：アル・ベルティノ、デイブ・ディティージ
- 音楽：オリバー・ウォレス
- 美術：エール・グレイシー
- 背景：レイ・ハッフィン
- 原画：ボブ・チャールソン、ジョージ・クレイスル、ヴォルス・ジョーンズ
- 効果：ダン・マクマニュス

## キャスト
| キャラクター   | 原語版               | 旧吹き替え版 | 新吹き替え版 |
| -------------- | -------------------- | ------------ | ------------ |
| ドナルドダック | クラレンス・ナッシュ | 関時男       | 山寺宏一     |
| ハンフリー     | ジミー・マクドナルド | -            | -            |
| 黄色の熊       | ?                    | 小山武宏     | ?            |
| ナレーション   | -                    | 江原正士     | -            |

## 日本での公開

### 収録
- 『夢と魔法の宝石箱 それゆけドナルド』（VHS、バンダイ、旧吹き替え版）
- 『ドナルドダック・クロニクル Vol.2 限定保存版』（DVD、ブエナ・ビスタ・ホーム・エンターテイメント、新吹き替え版）
- 『ドナルドダック・クロニクル Vol.4 限定保存版』（DVD、ブエナ・ビスタ・ホーム・エンターテイメント、新吹き替え版）

## 受賞歴
- 第26回アカデミー賞短編アニメーション映画賞ノミネート（1953年）